# Lée
Lée (okzitanisch: Lee) ist eine französische Gemeinde mit 1.266 Einwohnern (Stand: 1. Januar 2022) im Département Pyrénées-Atlantiques in der Region Nouvelle-Aquitaine. Die Gemeinde gehört zum Arrondissement Pau und zum Kanton Pays de Morlaàs et du Montanérès (bis 2015: Kanton Pau-Est). Die Einwohner werden Léens genannt.

## Geografie
Lée liegt etwa sechs Kilometer südöstlich von Pau in der historischen Provinz Béarn am Fluss Ousse des Bois. Umgeben wird Lée von den Nachbargemeinden Sendets im Norden und Osten, Ousse im Osten und Südosten, Assat im Süden, Meillon im Südwesten sowie Idron im Westen.
Durch die Gemeinde führt die frühere Route nationale 117 (heutige D817).

## Bevölkerungsentwicklung
| 1962                      | 1968 | 1975 | 1982 | 1990 | 1999 | 2006 | 2013 |
| ------------------------- | ---- | ---- | ---- | ---- | ---- | ---- | ---- |
| 248                       | 313  | 282  | 420  | 446  | 778  | 1096 | 1266 |
| Quelle: Cassini und INSEE |      |      |      |      |      |      |      |

## Gemeindepartnerschaft
Mit der spanischen Gemeinde La Puebla de Alfindén in der Provinz Saragossa (Aragon) besteht seit 1997 eine Partnerschaft. 